# Roompot-Charles
O Roompot-Charles (código UCI: ROC) foi um equipa de ciclismo neerlandês de categoria Profissional Continental que estreia na temporada de 2015.
Em agosto de 2014, Orange Cycling anuncio o patrocínio por parte de Roompot Vakanties que é um provedor líder de casas de férias em 200 pontos, tanto na costa como no campo, especialmente nos Países Baixos e Alemanha. O acordo foi por duas temporadas e a equipa tem um modelo 100% neerlandesa.
Em outubro de 2019 anunciou seu desaparecimento depois de não encontrar um patrocinador que garantisse a viabilidade do projecto.

## Material ciclista
- Bicicletas de competição do fabricante Factor. Arteriormente utilizou da marca Isaac

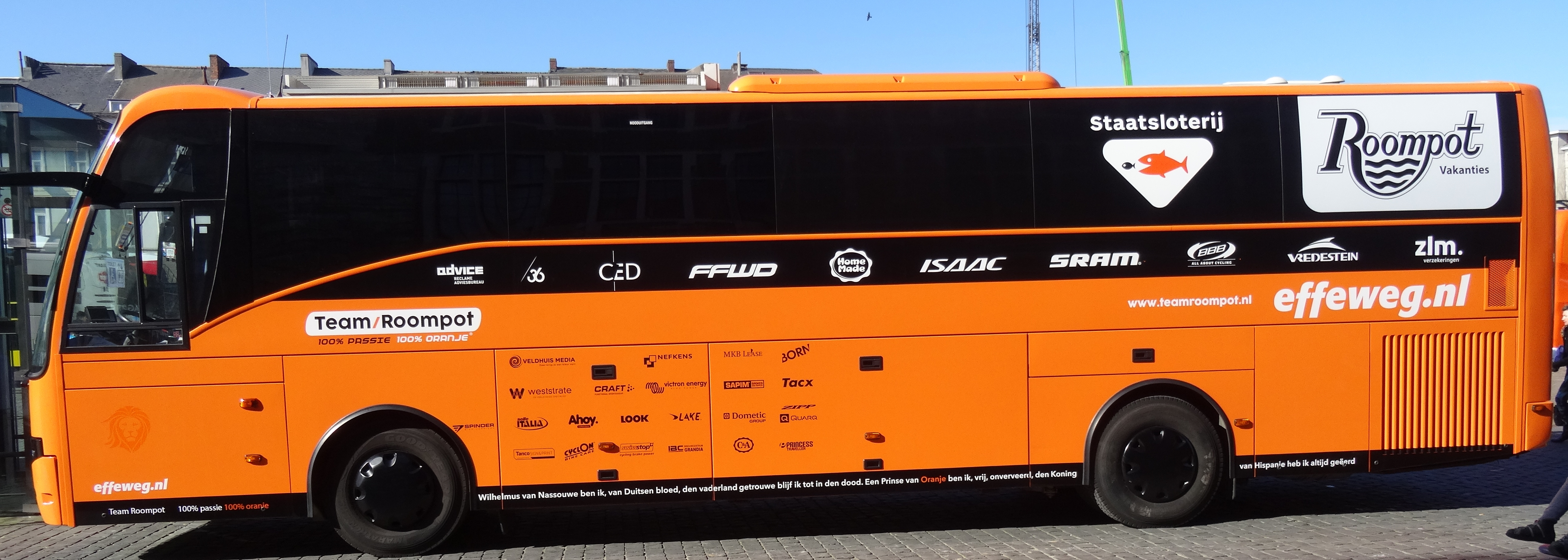
Autocarro da equipa

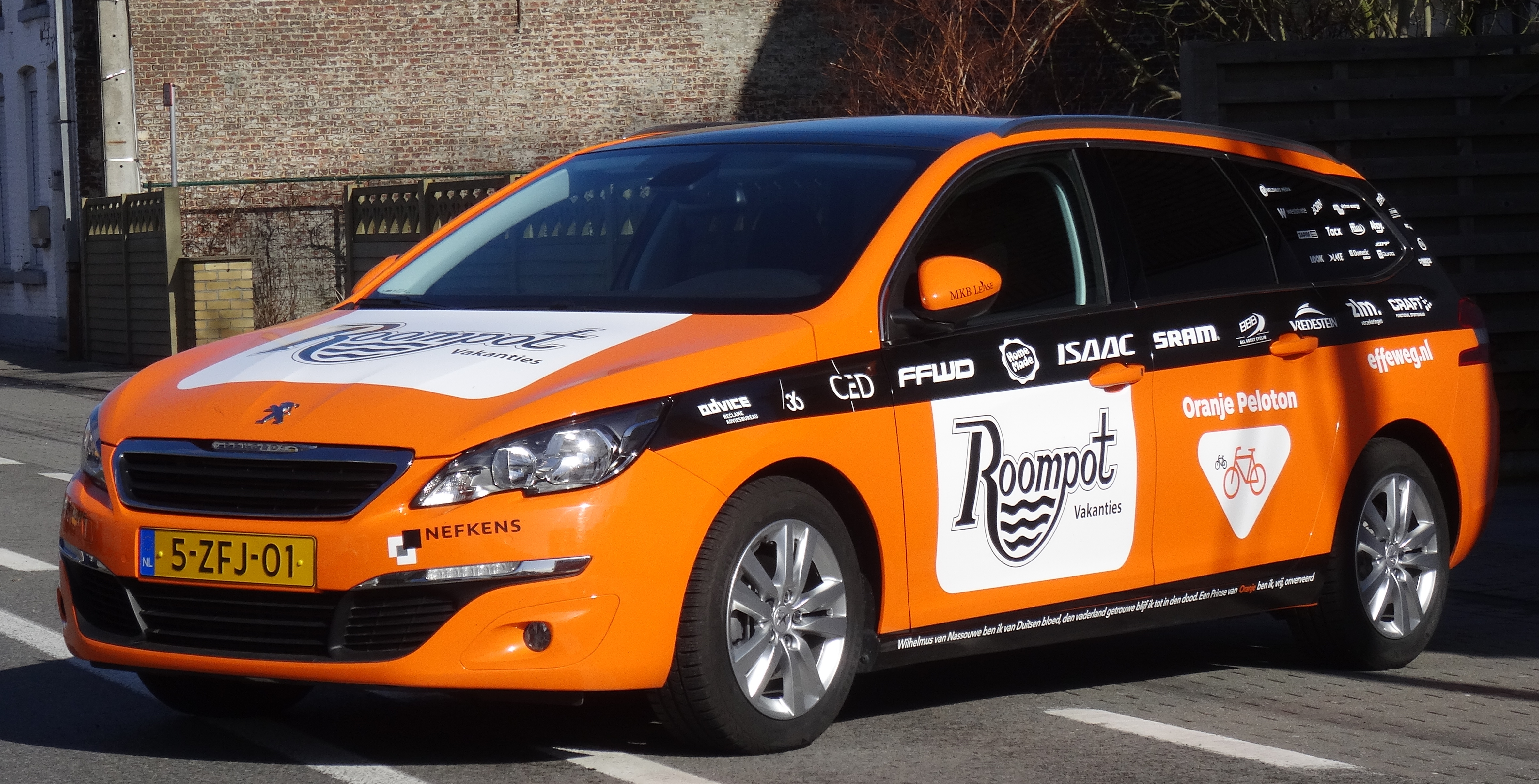
Veículo da equipa.

- Carros: Peugeot.

## Classificações UCI
A equipa participa nos Circuitos Continentais da UCI, principalmente no europeu. As classificações da equipa e do seu ciclista mais destacado são as seguintes:
| Ano                 | Classificação por equipas | Melhor corredor na classificação individual | Posição |
| 2015 (Europe Tour)  | 14.º                      | Dylan Groenewegen                           | 29.º    |
| 2015 (America Tour) | 54.º                      | Tim Kerkhof                                 | 396.º   |
| 2016 (Europe Tour)  | 11.º                      | Maurits Lammertink                          | 58.º    |
| 2016 (Asia Tour)    | 88.º                      | Pieter Weening                              | 509.º   |
| 2017 (Europe Tour)  | 7.º                       | Coen Vermeltfoort                           | 26.º    |
| 2017 (Oceania Tour) | 17.º                      | Martijn Tusveld                             | 72.º    |
| 2018 (Asia Tour)    | 92.º                      | Floris Gerts                                | 514.º   |
| 2018 (Europe Tour)  | 5.º                       | Taco van der Hoorn                          | 48.º    |
| 2018 (Oceania Tour) | 17.º                      | Jeroen Meijers                              | 86.º    |
| 2019 (Europe Tour)  | 12.º                      | Boy van Poppel                              | 179.º   |

## Palmarés

### Palmarés 2019

#### UCI WorldTour
| Datas | Corridas | Ganhador |

#### Circuitos Continentais da UCI
| Datas       | Circuito                | Corridas                         | Ganhador             |
| 2 de maio   | UCI Europe Tour de 2019 | 1.ª etapa do Tour de Yorkshire   | Jesper Asselman      |
| 7 de junho  | UCI Europe Tour de 2019 | 2.ª etapa do Volta ao Luxemburgo | Pieter Weening       |
| 12 de junho | UCI Europe Tour de 2019 | 1.ª etapa da Volta à Bélgica     | Jan-Willem van Schip |

## Modelo

### Elenco de 2019
| Nome                 | Nascimento | Nacionalidade | Equipa de 2018              |
| Jesper Asselman      | 12/03/1990 | Países Baixos | Roompot-Nederlandse Loterij |
| Lars Boom            | 30/12/1985 | Países Baixos | Team LottoNL-Jumbo          |
| Sean De Bie          | 03/10/1991 | Bélgica       | Vérandas Willems-Crelan     |
| Mathias De Witte     | 29/03/1993 | Bélgica       | Vérandas Willems-Crelan     |
| Huub Duijn           | 01/09/1984 | Países Baixos | Vérandas Willems-Crelan     |
| Maurits Lammertink   | 31/08/1990 | Países Baixos | Team Katusha-Alpecin        |
| Senne Leysen         | 18/03/1996 | Bélgica       | Vérandas Willems-Crelan     |
| Arjen Livyns         | 01/09/1994 | Bélgica       | Vérandas Willems-Crelan     |
| Elmar Reinders       | 14/03/1992 | Países Baixos | Roompot-Nederlandse Loterij |
| Oscar Riesebeek      | 23/12/1992 | Países Baixos | Roompot-Nederlandse Loterij |
| Stijn Steels         | 21/08/1989 | Bélgica       | Vérandas Willems-Crelan     |
| Justin Timmermans    | 25/09/1996 | Países Baixos | Delta Cycling Rotterdam     |
| Nick van der Lijke   | 23/09/1991 | Países Baixos | Roompot-Nederlandse Loterij |
| Sjoerd van Ginneken  | 06/11/1992 | Países Baixos | Roompot-Nederlandse Loterij |
| Boy van Poppel       | 18/01/1988 | Países Baixos | Trek-Segafredo              |
| Jan-Willem van Schip | 20/08/1994 | Países Baixos | Roompot-Nederlandse Loterij |
| Michael Van Staeyen  | 13/08/1988 | Bélgica       | Cofidis, Solutions Crédits  |
| Pieter Weening       | 05/04/1981 | Países Baixos | Roompot-Nederlandse Loterij |